# Економіка В'єтнаму
В'єтнам — аграрна країна з промисловістю, що розвивається. На початку XXI ст. сільське господарство залишається головною галуззю економіки В'єтнаму, що забезпечує продовольчу безпеку країни. Основні галузі промисловості: харчова, легка, машинобудівна, гірнича, цементна, хімічних добрив, нафтова та ін. Основні промислові центри: Ханой, Хошимін-Бьєнхоа, Хайфон, Дананг, Куангнінь, Вунгтау, Намдінь, Вінь, Вьєтчі, Тхайнгуєн, Хабак, Тханьхоа. Провідну роль в промисловості відіграють Ханой і Хошимін. Транспорт: автомобільний, залізничний, внутрішні водні шляхи та морський. Головні порти: Хошимін, Хайфон, Дананг, Хонггай, Камфа, Нячанг, Вунгтау. Швидко розвивається цивільна авіація, яка обслуговує понад 15 внутрішніх ліній. Компанія Vietnam Airlines обслуговує і міжнародні лінії. Міжнародні летовища — Ханой, Хошимін, Дананг.

## Історія
Перед Другою світовою війною, коли економіка В'єтнаму мала виразно колоніальний характер, частка промисловості становила 10 % (1939), до кінця війни Опору (1946—1954) вона знизилася до 1,5 %. У 1950-1980-і роки були закладені основи ряду галузей важкої індустрії, в тому числі таких, як електроенергетика, машинобудування (з десятками великих і середніх підприємств, сотнями механічних і ремонтних майстерень), металургія, хімія, промисловість будівельних матеріалів. Отримали розвиток різні галузі легкої промисловості.
У 1945 Ліга боротьби за незалежність В'єтнаму (В'єтмінь) оголосила про утворення незалежної Демократичної Республіки В'єтнам. У війні Опору (1946—1954) змусили французькі війська покинути Індокитай. Країна була розділена по 17-й паралелі. Північна частина країни стала Демократичною Республікою В'єтнам, або Північним В'єтнамом, з територією 158 335 км², на якій проживало біля половини всього населення. Столицею ДРВ стало місто Ханой. Інша частина — Республіка В'єтнам, або Південний В'єтнам, займала площу 173 354 км². Столиця знаходилася в Сайгоні (нині Хошимін). У кінці 1950-х років між Північним і Південним В'єтнамом почалася війна, а в 1960-х роках бойові дії набули широкомасштабного характеру. Війна закінчилася в 1975 перемогою ДРВ. 2 липня 1976 Північний і Південний В'єтнам об'єдналися з утворенням Соціалістичної Республіки В'єтнам, що обумовило соціалістичний характер економіки.

## Перехід до ринкових відносин
З 1989 В'єтнам отримав можливість покінчити з режимом «військового комунізму». Ще в 1986 VI з'їзд Комуністичної партії В'єтнаму зробив зміну вищого керівництва країни і поклав початок процесу, офіційно названому «оновленням», завдяки якому країна вступила в період модернізації. Намічені реформи виключали пряме державне втручання в ціноутворення, виробництво і сферу зовнішньої торгівлі.
Створені «зони експортного виробництва» і стимулюється діяльність іноземних банків. У країні почалося формування правової бази ринкової економіки. Після 1990 прийнято ряд важливих законів в області цивільного права, розроблені норми ділової діяльності, роботи фірм тощо Проводиться реорганізація і поступова приватизація ряду підприємств державного сектора. Кількість державних підприємств поменшала з 12 084 в 1991 до приблизно 6300 у 1995, в основному за рахунок ліквідації слабих підприємств і об'єднання ряду підприємств суміжного профілю. Планомірно реалізовується програма приватизації підприємств державного сектора.
Ринкові реформи дали позитивний результат. За 1991—1996 промисловість подвоїла випуск продукції. Середньорічне збільшення виробництва становило 13,3 %. Це бурхливе зростання було зумовлене успішним переходом від системи державного управління і субсидування підприємств до принципів ринкової економіки, встановлення широких зовнішньоекономічних зв'язків. Важливу роль зіграли курс на реструктуризацію і модернізацію промисловості, залучення прямих інвестицій через рубіж, введення нових промислових технологій. З 1991 по 1995 загальний обсяг інвестицій в промисловість з різних джерел і економічних секторів становив приблизно 4,7 млрд дол., причому кошти, отримані від держави, становили 54 % від загального обсягу інвестицій, іноземні інвестиції — 31 %, кошти, вкладені самими підприємствами — 3,5 %. За безпосередньої участі іноземних компаній отримали розвиток найважливіші галузі промисловості: нафтогазова, виробництво цементу, сталі, електроніки, швейно-текстильних виробів, переробка сільськогосподарської продукції. Прямі іноземні інвестиції сприяють формуванню і розвитку таких галузей, як автомобілебудування, виробництво мотоциклів. Створюються «зони експортного виробництва», «зони концентрованого промислового виробництва», що мають податкові і інші пільги, а також інші сприятливі умови для залучення іноземних інвестицій (в Хайфоні, Дананзі, Кантхо, Тантхуані та інш.). Обсяг валової продукції за 1991—1995 в порівнянні 1986—1990 зріс з 35,6 до 57,1 млрд кВт·год, сирої нафти — з 1,2 до 30,5 млн т, сталі — з 393 до 1241 тис. т, добрив — з 2228 до 3340 тис. т, цементу — з 9,8 до 22,5 млн т, паперу — з 410 до 713 тис. т. З 1990 по 1997 ВВП щорічно зростав в сер. на 8,9 %, фактичні капіталовкладення — на 25 % щорічно. У 1995—1997 за темпами економічного зростання В'єтнам був лідером серед країн-членів АСЕАН.
Санкціоновані владою прямі іноземні інвестиції, які в 1991 становили бл. 2,3 млрд дол. США, в 1997 досягли 31,2 млрд дол., що становило 30 % всіх капіталовкладень. У 1991—1998 відбувалося швидке зростання експорту — з 2042 млн до 9356 млн дол., або на 27 % в рік, і імпорту — з 2105 млн до 11 390 млн дол., або на 32 % в рік. У 1998 вивіз товарів і послуг оцінювався в 42 % ВВП, ввезення — в 47 % ВВП. Азійська фінансова криза 1998—1999 дещо зменшила імпорт (на 3 %) при розширенні експорту на 0,9 %, а іноземні інвестиції скоротилися. У 1998 у В'єтнамі здійснювалося 2200 інвестиційних проєктів із залученням капіталу з 60 країн з сумою інвестицій в 32 млрд дол.
В'єтнам володіє значними можливостями для розвитку електроенергетики, маючи в своєму розпорядженні великі запаси нафти, газу, вугілля і гідроенергетичних ресурсів. Потужність електроенергії, що виробляється зросла з 2161,7 мВт в 1991 до 4360 мВт в 1995. Діє найбільший гідровузол Хоабінь потужністю 2 млн кВт, а також ГЕС Тхакба, Данім, Віньшон та інш., газотурбінні комплекси в Баріа і Тхудіку, ТЕС (Уонгбі, Фалай), а також сотні малих ГЕС. Побудована 500-вольтна лінія електропередач «Північ-Південь», приблизно на 2000 км подовжені лінії електропередач напругою 110—220 В і 350 В.
Разом з тим у 2010-х роках спостерігаються деякі структурні диспропорції у економіці країни. Так в країні анонсовано і знаходиться на різних етапах (від декларації про наміри до будівництва, що реально ведеться) більше двох десятків нових металургійних підприємств, сукупна потужність яких набагато перевищує всі розумні потреби країни.
За даними [Index of Economic Freedom, The Heritage Foundation, U.S.A., 2001]: ВВП — $ 25,3 млрд. Темп зростання ВВП — 5,8 %. ВВП на душу населення — $331. Прямі закордонні інвестиції — $ 0,617 млрд. Імпорт — $ 10,4 млрд (г.ч. Сінгапур — 19,0 %; Японія — 12,0 %; Південна Корея — 12,4 %; Тайвань — 12,0 %; Швеція — 6,8 %). Експорт — $ 9,2 млрд (г.ч. Японія — 15 %; Сінгапур — 11,0 %; Тайвань — 7,5 %; Німеччина — 6,3 %; США — 5,9 %).

### Економічні зони
Під час проведення форуму ШОС в липні 2018, у В'єтнамі у великих містах і прибережних провінціях розгорнулися масові протести, переважно на тлі внесення до парламенту законопроєкту про створення трьох нових спеціальних економічних зон у провінціях Куангнінь, Кханьхоа та на острові Фукуок.  У самих ВЕЗ нічого нового немає - їх на території В'єтнаму аж 18, і три нових - не така вже й велика надбавка. Однак у законопроєкті є цікавий момент: задля залучення іноземних інвестицій у деяких випадках на території нових ВЕЗ земля передаватиметься в оренду іноземцям на 99 років.
У ході протестів цілком звучали націоналістичні гасла та заклики не продавати рідну в'єтнамську землю іноземцям. 

## Азартні ігри
Азартні ігри у В'єтнамі були незаконними, хоча й діяли в країні протягом століть. У 1940-х роках купці тримали у кіосках миски з костями, щоб проводити азартні ігри для своїх клієнтів. Країна легалізувала азартні ігри 2017 року. У В'єтнамі діють вісім казино, відкритих для власників закордонних паспортів.